# Літріс Джой
Літріс Джоанна Зідлер (англ. Leatrice Johanna Zeidler; 7 листопада 1893 — 13 травня 1985), відома як Літріс Джой (англ. Leatrice Joy) — американська акторка театру та кіно, популярна в епоху німого кіно.

## Біографія
Народилася в Новому Орлеані в родині стоматолога Едварда Джозефа Зідлера і Мері Джой Кріменс, мала австрійські, німецькі, французькі та ірландські корені. Освіту отримала в школі монастиря Святого Серця в Новому Орлеані, але була змушена кинути навчання і шукати роботу після того, як у її батька виявили туберкульоз і він не зміг забезпечувати сім'ю. 
У 1915 році прийнята акторкою на кіностудію «Nola Film Company». Мати не схвалювала її професію, але через фінансові труднощі була змушена відступити і незабаром супроводила її до Каліфорнії, де Джой продовжила свою акторську кар'єру.
Першу кінороль зіграла в серії короткометражних комедій студії «United States Motion Picture Corporation», де її героїня Сьюзі, імпульсивна молода ентузіастка, потрапляє в різні гумористичні історії. Її кар'єра швидко набрала обертів, і до 1920 року вона стала досить успішною в Голлівуді, знімаючись в компанії таких зірок, як Мері Пікфорд, Воллес Бірі і Ніта Нальді. На тлі інших кінозірок епохи Джой виділялася хлоп'ячим виглядом з короткою стрижкою, який незабаром став досить модним.
З ростом популярності Літріс Джой зацікавився Сесіл Де Мілль, який запросив її в кіностудію «Paramount Pictures». Акторка зіграла в кількох фільмах Де Мілля, серед яких «Ненавмисне вбивство» (1922), «Десять заповідей» (1923) і «Тріумф» (1924). Кар'єра Джой почала йти на спад з появою звукового кіно. Причиною тому став її важкий південний акцент, який в той час вважався немодним в порівнянні з вишуканою дикцією акторкок зі Східного узбережжя.
У 1922 році Літріс Джой одружилася з актором Джоном Гілбертом, через два роки народила дочку. У тому ж році подала на розлучення через алкоголізм Гілберта. Після цього одружувалась ще двічі, обидва шлюби розпалися.
З 1929 року Літріс Джой вже не значилася в штаті будь-якої кіностудії, з'явившись в подальшому лише в п'яти фільмах, включаючи «Коли молодь змовляється між собою» (1940) і «Любовне гніздечко» (1951). 
У 1960 році переїхала в Гринвіч, штат Коннектикут, де оселилася у дочки із зятем. Багато років Джой захоплювалася християнською наукою, останні роки провела в будинку для літніх прихильників цієї доктрини в нью-йоркському районі Бронкс, де і померла від гострої анемії в 1985 році у віці 91 року. 
Її внесок у кіноіндустрію США відзначений зіркою на Голлівудській алеї слави.

## Вибрана фільмографія
- 1916 — Інша людина / The Other Man
- 1917 — Раб / The Slave
- 1918 — Підручний
- 1918 — Посильний
- 1918 — Його найкращий день
- 1918 — Ординарець
- 1918 — Вчений
- 1921 — Повість про два світи
- 1924 — Тріумф